# António Carreira Mourão
António Carreira Mourão (ou António Carreira, «o moço»; em castelhano:  Antonio Carrera Morán ou Antonio Carrera, el Joven) (local desconhecido, séc. XVI – Santiago de Compostela, 12 de março de 1637) foi um compositor português do Renascimento.

## Biografia
António Carreira Mourão é também conhecido como António Carreira «o moço» para melhor ser distinguido do também compositor António Carreira, «o velho» que seria, provavelmente, seu tio ou, possivelmente, seu avô. É sabido que Carreira Mourão (ou Morán, na castelhanização do apelido) era licenciado (talvez pela Universidade de Coimbra ou pela Universidade de Évora).
Foi-lhe concedida a vigararia de São Vitorino.
Substituiu, desde 6 de maio de 1606, Lourenço Ribeiro como mestre de capela da Sé de Braga. Anos depois, em 2 de julho de 1613 ocupou o cargo equivalente na Catedral de Santiago de Compostela, sucedendo a Pedro Periáñez. Esteve nessa função até à data da sua morte a 12 de março de 1637, sendo substituído por Jerónimo Vicente.
Teve cinco filhos, todos religiosos exceto o primogénito. Um deles também se chamaria António Carreira.

## Obras
De Carreira Mourão chegaram-nos apenas dois motetes, conservados na Catedral de Santiago de Compostela. Uma delas é um dos primeiros exemplos do uso de acompanhamento de harpa como baixo contínuo.